# کارل فلچر (بازیکن فوتبال ولش)
کارل فلچر (انگلیسی: Carl Fletcher؛ زادهٔ ۷ آوریل ۱۹۸۰) بازیکن فوتبال اهل بریتانیا است.
از باشگاه‌هایی که در آن بازی کرده‌است می‌توان به باشگاه فوتبال وستهام یونایتد، باشگاه فوتبال ناتینگهام فارست، باشگاه فوتبال کریستال پالاس، باشگاه فوتبال ای‌اف‌سی بورنموث، باشگاه فوتبال پلیموث آرگیل، باشگاه فوتبال بارنت، و باشگاه فوتبال واتفورد اشاره کرد.
وی همچنین در تیم ملی فوتبال ولز بازی کرده‌است.